# Cuentos de invierno
Cuentos de invierno es un libro de relatos del escritor mexicano Ignacio Manuel Altamirano, escrita en 1880. Se trata de cuatro historias de amor con los nombres de las protagonistas femeninas en cada una (Julia, Antonia, Beatriz y Atenea). Cada historia no guarda relación con las demás, con excepción de la segunda y la tercera, ya que ambas tienen al mismo protagonista masculino.

## Julia
El señor Bell, un rico inglés, de una edad mayor de treinta, y su asistente, Julián, un joven de veinte años, están en un viaje de negocios. Terminan conociendo a Julia, una muchacha hermosa de dieciocho años de familia rica y reservada que huye de su malvado padrastro, ya que por desgracia, su madre no ve lo que en realidad ocurre: su marido quiere deshacerse de Julia para que no "estorbe" en sus planes de apropiarse de su fortuna.
Julián convence al señor Bell de ayudarla a huir, quien al principio no estaba convencido, ya que quizás podrían acusarlo de secuestrador si se llegaba a enterar la familia de la joven de lo ocurrido, pero termina accediendo, bajo ciertas quisquillosas condiciones. Julián se da cuenta de que está enamorado de Julia, pero ésta, a la vez, se enamora del sr. Bell.

## Idilios y elegías: Memorias de un imbécil
Ambas historias son narradas por Jorge, un joven que vive en un ranchito "cuyo nombre no importa". Cuenta sus dos historias: la de Antonia, que la conoció cuando tenía trece, y Beatriz.

### Antonia
Jorge, un muchacho de trece años, cree estar perdidamente enamorado de Antonia, una joven de 15 años ; alucinado, piensa casarse con ella hasta que un militar se atraviesa en su camino.

### Beatriz
Se podría decir que es continuación de "Antonia", ya que inicia en el desenlace de la historia anterior, cuando Jorge va a un colegio, por sugerencia e insistencia de su padre. Para entonces, Jorge ya creció y ha madurado. Es un alumno bien portado del lugar. Un día, uno de los sacerdotes del colegio le pide a Jorge, por ser un buen chico, que sea amigo y "tutor" de Luisito, hijo de ricos que dentro de poco será alumno nuevo en la institución. Jorge acepta. Cuando llega Luisito, Jorge se enamora de Beatriz, la madre del muchacho. La obra queda inconclusa, y queda para la imaginación del lector decidir qué ocurrirá después con ambos personajes.

## Atenea
A diferencia de las historias anteriores, ésta no se desarrolla en tierras mexicanas, sino en Venecia, Italia, donde el protagonista, cuyo nombre no se menciona, decide morir, ya que en su tierra natal sufrió un mal amor que desea olvidar.
- Datos: Q25401736